# Aidis Kruopis
Aidis Kruopis (26 d'octubre de 1986) és un ciclista lituà, professional des del 2007. Actualment corre a l'equip Vérandas Willems-Crelan.
En el seu palmarès destaca una victòria d'etapa a la Volta a Polònia del 2012 i el campionat nacional en ruta de 2015.

## Palmarès
- 2007
  - Vencedor d'una etapa dels Dos dies del Gaverstreek
- 2009
  - 1r a l'Internatie Reningelst
- 2010
  - 1r a la Dwars door de Antwerpse Kempen
  - 1r a la Copa Sels
  - 1r a la Fletxa de Heist
- 2011
  - 1r al Circuit del País de Waes
  - 1r al Gran Premi del 1r de maig - Premi d'honor Vic de Bruyne
  - 1r a la Copa Sels
  - Vencedor d'una etapa de la Volta a Bèlgica
- 2012
  - Vencedor de 2 etapes del Tour de Poitou-Charentes i 1r de la classificació per punts
  - Vencedor d'una etapa de la Volta a Polònia
  - Vencedor d'una etapa de la Volta a Noruega
- 2013
  - Vencedor d'una etapa de la Volta a Turquia
- 2015
  -  Campió de Liutània en ruta
  - 1r a la Fletxa del port d'Anvers
- 2016
  - 1r al Dorpenomloop Rucphen
  - 1r al Tour d'Overijssel
  - 1r a la París-Arràs Tour i vencedor de 2 etapes
  - 1r a la Fletxa de Gooik